# 現實原則
現實原則為佛洛依德的精神分析論，認定現實原則為人格結構中個人所遵從的原則，從精神的臨床實驗上，佛洛依德認為有兩種不一樣的精神反應程式：
1. 內在的，源自生物的驅力，以降低緊張壓力的享樂原則，其表現通常是非理性和無意識的，屬於本我。
2. 服從於其所預知和了解的現實原則，呈現符合社會與環境規範的行為，以保持與社會之間的和諧，其表現是有理性和有意義的，屬於超我。

「自我」介於「本我」與「超我」之間，「本我」遵守享樂原則，尋找即刻的滿足，並且發洩原始的衝動，惟此衝動卻限制於社會道德規範與現實法律，從而受到壓抑，「自我」的主要功能則在依照現實原則，一方面在從現實中獲取需求的滿足，另外一方面不違規現實的約束，與環境保持良好的和諧。